# Francesco Mannelli
Francesco Mannelli (Tivoli, 1595 – Parma, luglio 1667) è stato un compositore italiano.

## Biografia
Francesco Mannelli o Manelli nacque a Tivoli nel 1595 circa, in una casa portata in dote dalla madre Drusilla Bracchi, in quella che attualmente è Via Colsereno, detta un tempo Via Cocerino.

Nel duomo di Tivoli verso il 1605 fu fanciullo cantore e poi cantore della cappella dal 1609 al 1624. Probabilmente ebbe come insegnanti i maestri di cappella del duomo tiburtino di quegli anni: Enrico Beoper, Romano Micheli e Pietro Paolo Paciotti.

Nel 1624 si trasferì a Roma per intraprendere gli studi in vista di una carriera ecclesiastica, ma nel 1626 si sposò con la cantante romana Maddalena, da cui ebbe i figli Anna Maria, nata a Tivoli nel 1628, e Costantino. Da quel punto si dedicò esclusivamente all'attività musicale

Nel 1627 divenne maestro di cappella della cattedrale di San Lorenzo a Tivoli, mantenendo questo incarico fino al 1629. Ritornato a Roma tenne il posto di maestro di cappella a S. Maria della Consolazione negli anni 1630-31
Nel 1636 si recò a Padova, dove la moglie cantò nell'opera Ermiona messa in musica da Felice Sances. 
I due coniugi condussero separatamente le loro carriere sino al 1637, data in cui si stabilirono a Venezia presso il loro mecenate, il barone Basilio Feilding, ambasciatore inglese presso la Serenissima. A lui il Mannelli dedicò Musiche Varie. Nel 1637, insieme con Benedetto Ferrari tiorbista, compositore e librettista diede vita a una compagnia di cantanti che per la prima volta rappresentò in un teatro pubblico un'opera. Si tratta dell'Andromeda, libretto di Benedetto Ferrari e musica di Mannelli, dramma per musica rappresentato nel teatro San Cassiano di Venezia nel carnevale 1637. Nel doppio ruolo di Nettuno ed Astarco Mago cantò, come basso, lo stesso Mannelli. 
La maga fulminata di Mannelli, rappresentata nel 1638 ancora al teatro S. Cassiano, fu la seconda opera messa in scena dalla compagnia; vi cantò anche Maddalena, moglie del compositore nel ruolo di Pallade. Nell'ottobre 1638 entrò a far parte della cappella di San Marco.
Nel 1639 Mannelli compose la Delia, su libretto di Giulio Strozzi, opera con cui venne inaugurato il Teatro Santi Giovanni e Paolo di Venezia. Nello stesso teatro andarono in scena le sue opere Adone (1640) su libretto di P. Vendramin e L'Alcate (1642) su libretto di M.A. Tirabosco.
Tra il 1639 e il 1642 fu impresario per la tournée di una compagnia veneziana (comprendente anche il Ferrari) a Bologna, in cui sua moglie (nel ruolo di Venere) e loro figlio Costantino (nel ruolo di Cupido) cantarono nelle rappresentazioni della Delia e de Il ritorno di Ulisse in patria di Monteverdi.
Nel marzo del 1645 i coniugi Mannelli (insieme alla loro figlia) furono assunti al servizio del duca di Parma, Ranuccio II Farnese. Per la corte dei Farnese, Mannelli compose: l'Ercole nell'Erimanto, Le vicende del tempo, Il ratto d'Europa, I due figli, Licasta (ultima opera) rappresentate nei teatri ducali di Parma e Piacenza.

Morì a Parma nel luglio 1667. La moglie Maddalena si spense a Parma l'11 ottobre 1680.

## Elenco delle opere
Fra parentesi il nome del librettista:
- Andromeda (Benedetto Ferrari) (1637)
- La maga fulminata (Benedetto Ferrari) (1638)
- Delia ossia La Sera sposa del Sole (Giulio Strozzi) (1639)
- Adone (Paolo Vendramin) (1640) (erroneamente attribuita a Claudio Monteverdi)
- Alcate (Marc'Antonio Tirabosco) (1642)
- Ercole nell'Erimanto (Bernardo Morando) (1651)
- Le vicende del tempo (Bernardo Morando) (1652) al Teatro Farnese di Parma
- Il ratto d'Europa (Paolo Emilio Fantuzzi [Elvezio Sandri]) (1653) a Piacenza
- La Filo overo Giunone repacificata con Ercole (Francesco Berni) (1660) al Teatro Farnese di Parma
- La Licasta (Benedetto Ferrari) (1664) a Parma